# Diocesi di Colorado Springs
La diocesi di Colorado Springs (in latino: Dioecesis Coloratensium Fontium) è una sede della Chiesa cattolica negli Stati Uniti d'America suffraganea dell'arcidiocesi di Denver. Nel 2021 contava 198.700 battezzati su 1.185.631 abitanti. È retta dal vescovo James Robert Golka.

## Territorio
La diocesi comprende 10 contee nella parte centrale dello stato americano del Colorado: Chaffee, Cheyenne, Douglas, Elbert, El Paso, Kit Carson, Lake, Lincoln, Park e Teller.
Sede vescovile è la città di Colorado Springs, dove si trova la cattedrale di Santa Maria (St. Mary Catholic Cathedral).
Il territorio si estende su 40.285 km² ed è suddiviso in 39 parrocchie.

## Storia
La diocesi è stata eretta il 10 novembre 1983 con la bolla Accidit quandoque di papa Giovanni Paolo II, ricavandone il territorio dall'arcidiocesi di Denver e dalla diocesi di Pueblo.

## Cronotassi dei vescovi
Si omettono i periodi di sede vacante non superiori ai 2 anni o non storicamente accertati.
- Richard Charles Patrick Hanifen (10 novembre 1983 - 30 gennaio 2003 dimesso)
- Michael John Sheridan † (30 gennaio 2003 succeduto - 30 aprile 2021 ritirato)
- James Robert Golka, dal 30 aprile 2021

## Statistiche
La diocesi nel 2021 su una popolazione di 1.185.631 persone contava 198.700 battezzati, corrispondenti al 16,8% del totale.
| anno | popolazione | popolazione | popolazione | presbiteri | presbiteri | presbiteri | presbiteri                | diaconi | religiosi | religiosi | parrocchie |
| anno | battezzati  | totale      | %           | numero     | secolari   | regolari   | battezzati per presbitero | diaconi | uomini    | donne     | parrocchie |
| ---- | ----------- | ----------- | ----------- | ---------- | ---------- | ---------- | ------------------------- | ------- | --------- | --------- | ---------- |
| 1990 | 63.782      | 503.041     | 12,7        | 54         | 29         | 25         | 1.181                     | 15      | 41        | 204       | 28         |
| 1999 | 81.515      | 702.808     | 11,6        | 55         | 34         | 21         | 1.482                     | 18      | 3         | 140       | 31         |
| 2000 | 82.227      | 722.672     | 11,4        | 61         | 39         | 22         | 1.347                     | 20      | 24        | 140       | 31         |
| 2001 | 130.438     | 749.355     | 17,4        | 59         | 37         | 22         | 2.210                     | 25      | 24        | 130       | 32         |
| 2002 | 120.000     | 785.000     | 15,3        | 64         | 40         | 24         | 1.875                     | 26      | 26        | 125       | 34         |
| 2003 | 125.000     | 785.000     | 15,9        | 70         | 42         | 28         | 1.785                     | 28      | 30        | 125       | 41         |
| 2004 | 136.814     | 855.088     | 16,0        | 71         | 42         | 29         | 1.926                     | 28      | 32        | 125       | 34         |
| 2006 | 166.602     | 876.854     | 19,0        | 69         | 41         | 28         | 2.414                     | 26      | 31        | 110       | 38         |
| 2013 | 178.000     | 928.000     | 19,2        | 71         | 55         | 16         | 2.507                     | 54      | 28        | 98        | 39         |
| 2016 | 173.321     | 1.083.259   | 16,0        | 82         | 58         | 24         | 2.113                     | 54      | 39        | 85        | 39         |
| 2019 | 187.645     | 1.172.890   | 16,0        | 72         | 52         | 20         | 2.606                     | 65      | 22        | 76        | 39         |
| 2021 | 198.700     | 1.185.631   | 16,8        | 75         | 55         | 20         | 2.649                     | 82      | 32        | 70        | 39         |